# Eloria onaba
Eloria onaba är en fjärilsart som beskrevs av Druce 1886. Eloria onaba ingår i släktet Eloria och familjen tofsspinnare. Inga underarter finns listade i Catalogue of Life.